# Armand Smrcka
Armand Smrcka (* 19. Juli 2002 in Wien) ist ein österreichischer Fußballspieler.

## Karriere

### Verein
Smrcka begann seine Karriere beim First Vienna FC. Im März 2014 wechselte er in die Jugend des FK Austria Wien, bei dem er später auch in der Akademie spielen sollte. Im Juni 2019 stand er gegen den SK Vorwärts Steyr erstmals im Kader der Zweitmannschaft der Austria.
Zur Saison 2019/20 rückte er fest in den Kader der Zweitmannschaft der Austria. Sein Debüt in der 2. Liga gab er im Juli 2019, als er am ersten Spieltag jener Saison gegen den SV Horn in der 83. Minute für Niels Hahn eingewechselt wurde.
Zur Saison 2022/23 rückte er in den Bundesligakader der Austria. Für die Profis kam er aber nie zum Einsatz. Nach insgesamt 54 Zweitligaeinsätzen für die Reserve verließ er den Verein nach der Saison 2022/23 nach neun Jahren. Anschließend wechselte er zur Saison 2023/24 zum Zweitligisten Floridsdorfer AC. Für den FAC kam er zu 21 Zweitligaeinsätzen, ehe er den Verein nach der Saison 2023/24 wieder verließ.
Nach einem Jahr ohne Verein wechselte Smrcka zur Saison 2025/26 zum italienischen Viertligisten FC Obermais.

### Nationalmannschaft
Smrcka spielte im April 2017 erstmals für eine österreichische Jugendnationalauswahl. Im September 2018 debütierte er gegen Zypern für die österreichische U-17-Auswahl. In jenem Spiel, das Österreich mit 3:1 gewann, erzielte er auch sein erstes Tor für das U-17-Team. Mit diesem nahm er 2019 auch an der EM teil. Bei dieser kam er zu zwei Einsätzen, mit Österreich schied er jedoch punktelos als Letzter der Gruppe D in der Vorrunde aus.
Im Oktober 2019 spielte er gegen England erstmals für das U-18-Team.